# Anubias afzelii
Anubias afzelii är en kallaväxtart som beskrevs av Heinrich Wilhelm Schott. Anubias afzelii ingår i släktet Anubias och familjen kallaväxter. Inga underarter finns listade.

## Bildgalleri

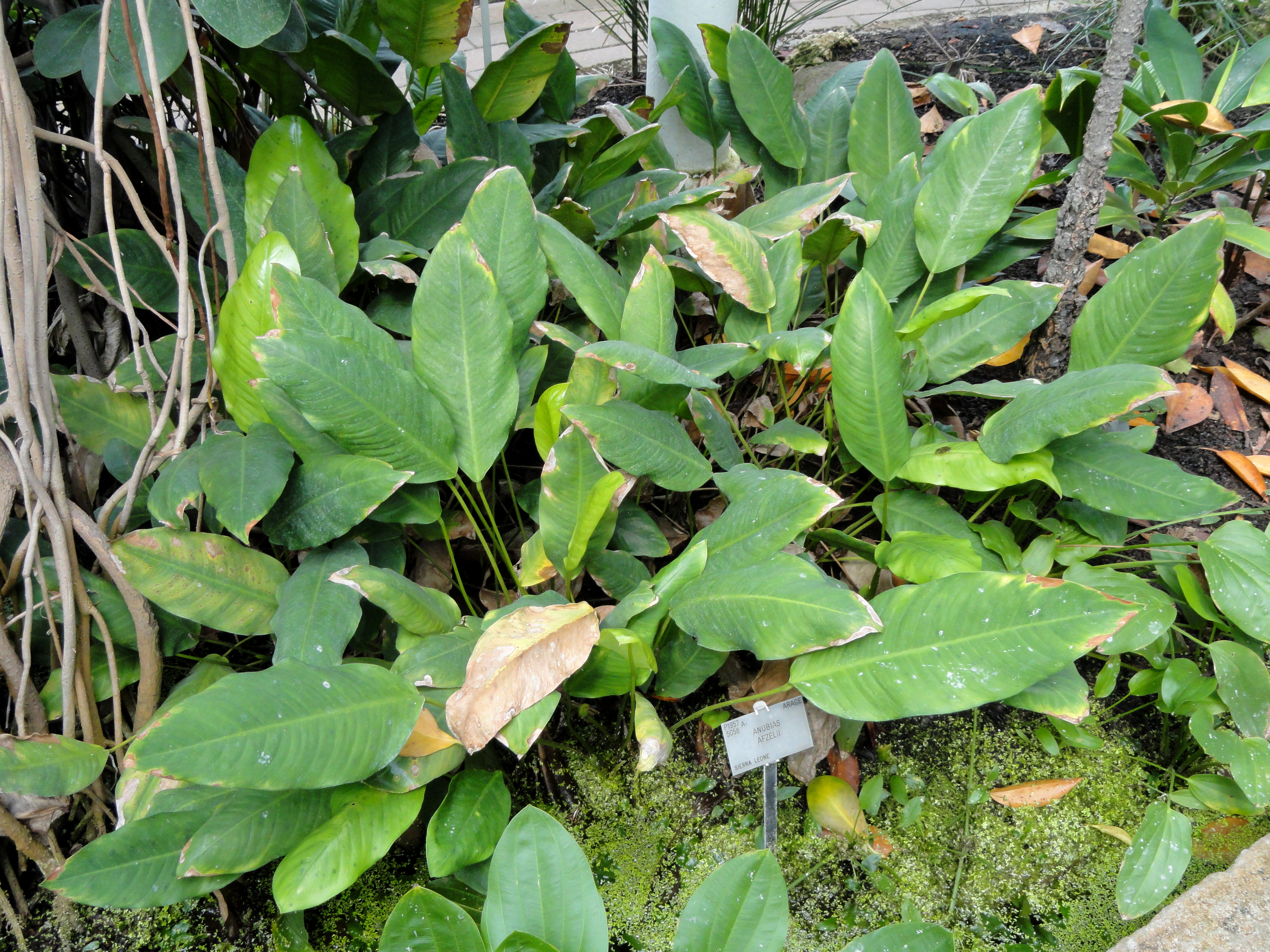